# Johan Hollberg
Johan Hollberg, född 1732, död 5 oktober 1787, var skarprättare i Stockholm mellan åren 1781 och 1787. 
Hollberg var tygvävaregesäll innan han rekryterades som skarprättare och efterträdde Johan Niklas Plettner 1781. Han erhöll  200 riksdaler i årslön.